# Вознесенка (Саянский район)
Вознесенка — село в Саянском районе Красноярского края. Административный центр и единственный населенный пункт Вознесенского сельсовета.

## История
Основано в 1908 году. В 1926 году состояло из 160 хозяйства, основное население — белоруссы. Центр Вознесенского сельсовета Агинского района Канского округа Сибирского края.

## Население
| 1926 | 2010 | 2012 | 2013 | 2014 | 2015 | 2016 |
| ---- | ---- | ---- | ---- | ---- | ---- | ---- |
| 825  | ↘394 | ↘379 | ↘367 | ↘350 | →350 | ↘338 |
| 2017 |      |      |      |      |      |      |
| ↘333 |      |      |      |      |      |      |